# Diasemopsis coniortodes
Diasemopsis coniortodes är en tvåvingeart som först beskrevs av Speiser 1910.  Diasemopsis coniortodes ingår i släktet Diasemopsis och familjen Diopsidae.
Artens utbredningsområde är Tanzania. Inga underarter finns listade i Catalogue of Life.